# Kult maryjny

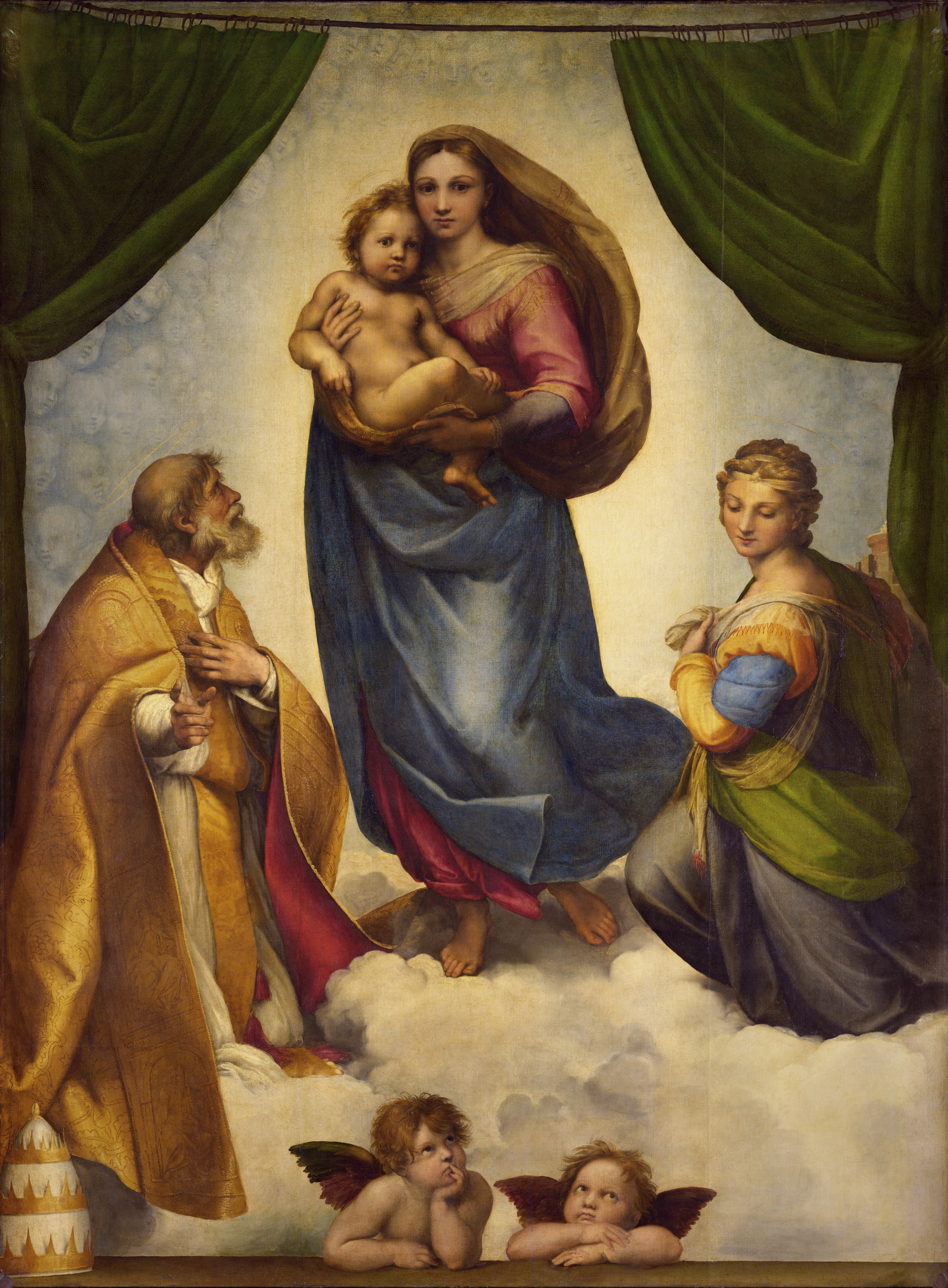
Madonna Sykstyńska

Kult maryjny – całokształt form kultu religijnego w jakim wyznawcy wyrażają swój stosunek do Marii z Nazaretu. Kult ten określany mianem hyperdulii charakterystyczny jest dla katolicyzmu oraz prawosławia, ale występuje też w innych wyznaniach i religiach.

## Historia kultu
Historia kultu maryjnego interpretowana jest bardzo różnie, w zależności od światopoglądu historyków.
I tak w ujęciu ateistyczno-materialistycznym podkreśla się często zbieżności oznak kultu (najczęściej materialnych, zewnętrznych, a nie teologicznych) z wcześniejszymi kultami niektórych żeńskich bóstw. Natomiast w ujęciu marksistowskim uważa się, że zewnętrzne oznaki kultu były dialektycznym uzgodnieniem narastających sprzeczności w obrębie materialnych przedstawień pogańskich bóstw.
Najstarszym znanym ośrodkiem kultu maryjnego był Efez w Azji Mniejszej, gdzie też na początku IV wieku zbudowano pierwszą bazylikę poświęconą Matce Boskiej. W 431 roku w bazylice tej trwały również obrady Soboru Efeskiego, na którym oficjalnie zaakceptowano tytułowanie Marii mianem Bogurodzicy, czyli Matki Bożej.
Związki kultu maryjnego z Efezem tłumaczy się chrześcijańską tradycją, według której to właśnie w tym mieście zmarła Maryja, która miała przybyć do Efezu z apostołem Janem. Istnieją jednak teorie, iż na pewnym etapie rozwoju chrześcijaństwa, ok. III wieku n.e., pogański kult Wielkiej Matki, Wiecznej Dziewicy i Królowej Niebios (także Izydy lub Artemidy), przerodził się w synkretyczny kult maryjny. Przesłanką za tym miałaby być jedność miejsca, a także np. fakt, że istnieją podobieństwa między wizerunkami tych bogiń i późniejszą ikonografią maryjną.
Według innych interpretacji, ustalenia Soboru Efeskiego miały być wynikiem potrzeby wyraźnego określenia różnicy między wierzeniami pogańskimi oraz rozmaitych sekt, a wiarą Kościoła chrześcijańskiego, i pełniły rolę normatywną wobec już rozwiniętego kultu.
Według niektórych teorii możliwe jest też, że kult maryjny rozwinął się jako chrześcijańska alternatywa dla kultu bogiń-matek, mająca wspomóc konwersję pogan.
Takim teoriom i interpretacjom zdecydowanie sprzeciwiają się teologowie katoliccy, popiera je natomiast pewna część apologetów protestanckich i antytrynitarnych. Niektórzy teologowie protestanccy, chociaż zasadniczo przeciwni kultowi maryjnemu (np. kalwinista Karl Barth), odrzucają powoływanie się na jakoby pogańskie źródła tego kultu, uważając, że Boże objawienie, działając w świecie pogańskim, z konieczności posługiwało się słownictwem i kategoriami myślowymi zaczerpniętymi z tego świata.

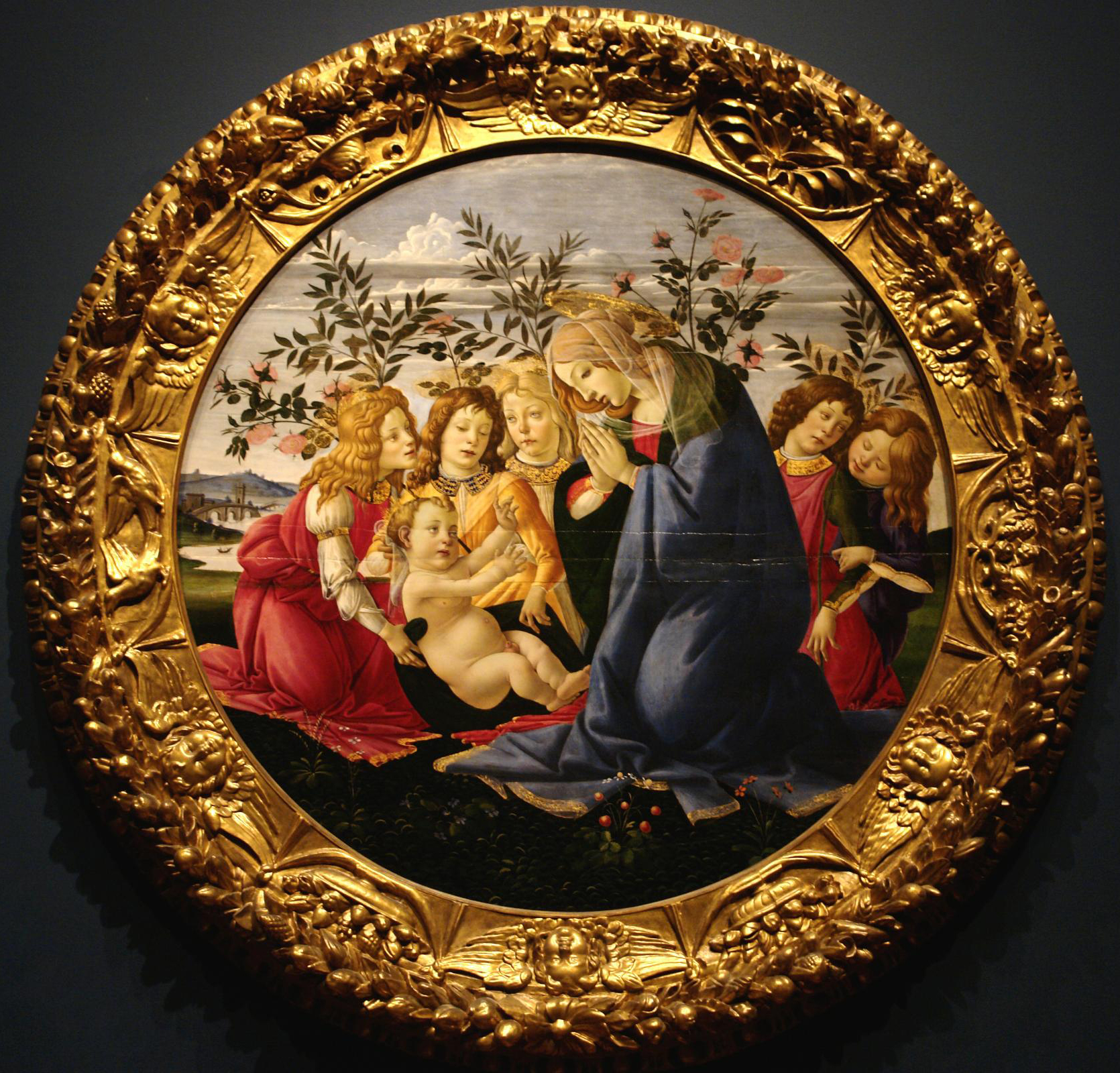
Madonna z Dzieciątkiem i pięcioma aniołami, Sandro Botticelli, ok. 1485

W ujęciu katolickim uważa się, że kult maryjny rozwijał się przez stulecia poprzez wiele kolejnych refleksji teologicznych. Za podstawy tego kultu uznawane są:
- dziewicze poczęcie Jezusa
- niezachwiana wiara Maryi i jej zaufanie do Boga od poczęcia Jezusa aż do ukrzyżowania
- przebywanie Maryi we wspólnocie apostołów
- wczesne uznanie przez Kościół podstaw dogmatu maryjnego:
  - Theotokos (Matka Boga) (Sobór w Efezie 431 r.)
  - Aeiparthenos (Zawsze Dziewica) (Sobór Laterański 649 r.)[7]

W średniowieczu kult maryjny podlegał dalszemu rozwojowi. Powstawały modlitwy zakonne, w których była mowa o Maryi jako Królowej i Matce Miłosierdzia, Pośredniczce pojednania między Chrystusem i Kościołem i Matce Cudów pomocy grzesznikom.
Rozwojowi kultu także sprzyjały uznane przez Kościół najważniejsze objawienia maryjne (Katarzyna Labouré (1830 r.) oraz Bernadeta Soubirous w Lourdes (1858 r.), które przyczyniły się do ogłoszenia dogmatów, w tym o Niepokalanym Poczęciu w 1854 r. przez papieża Piusa IX, przy jednomyślnej zgodzie wszystkich katolickich biskupów świata. Kulminacją kultu maryjnego było ogłoszenie przez Piusa XII w 1950 r. dogmatu o wniebowzięciu Maryi.
Współczesny kult maryjny opiera się przede wszystkim na Lumen gentium, konstytucji dogmatycznej Soboru Watykańskiego II, który określa Maryję jako „Matkę Zbawiciela”, część tajemnicy Chrystusa w Kościele. Po Soborze Watykańskim II papież Paweł VI opublikował adhortację apostolską Marialis cultus w celu unormowania form kultu maryjnego.
Wielkim propagatorem kultu Maryi był papież Jan Paweł II, który wybrał słowa: Totus Tuus (Cały Twój) jako swoje motto apostolskie i poświęcił swoją działalność Maryi. Jego najważniejsze refleksje maryjne są sformułowane w encyklice Redemptoris Mater z 1987 r., podczas gdy list apostolski Rosarium Virginis Mariae w 2003 r. wzbogacił praktykę różańca, uzupełniając go o „tajemnice światła”.

### Apologetyka wczesnochrześcijańska
Kult maryjny występował już we wczesnym chrześcijaństwie (począwszy od I w.). Pierwszym Ojcem Kościoła, który pisał o Maryi był Ignacy Antiocheński (zm. ok. 110 r.). Bronił prawdziwości człowieczeństwa Chrystusa przed doketystami potwierdzając, że Jezus pochodzi z rodu Dawida, bo urodził się z Maryi.
W Dialogu z Żydem Tryfonem Justyn Męczennik (zm. ok. 167 r.) kładzie nacisk na rzeczywistość ludzkiej natury Jezusa i w konsekwencji podkreśla także macierzyństwo Maryi. Podobnie jak św. Ignacy Antiocheński, św. Justyn wskazuje na fakt dziewiczego poczęcia Jezusa oraz na paralelę między Ewą i Maryją. Ta koncepcja stała się wzorem dla późniejszej mariologii.
Ireneusz z Lyonu (zm. ok. 202 r.), skupia się na rzeczywistości ludzkiej cielesności Jezusa i na macierzyństwie Maryi (jako naturze ludzkiej, przejętej przez Syna Bożego w łonie Maryi), która nadaje śmierci Jezusa wartość uniwersalnego odkupienia. Podkreśla również macierzyństwo Maryi w odniesieniu do nowego Adama (Chrystusa) i jej współpracę w dziele odkupienia.
Tertulian (zm. ok. 222 r.), w trakcie sporu z Marcjonem, gnostykiem, potwierdza, że Maryja jest Matką Chrystusa.
W III wieku upowszechniło się stosowanie tytułu Theotokos (gr.: Bogurodzica, Matka Boga). Orygenes (zm. ok. 254 r.) był pierwszym, który zastosował ten tytuł wobec Maryi. Wśród modlitw błagalnych ten tytuł po raz pierwszy pojawił się w modlitwie Sub tuum praesidium (Pod Twoją Obronę), która jest najstarszą znaną modlitwą do Maryi. W IV w., w opozycji do doktryny Ariusza, wyznanie wiary biskupa Aleksandra z Aleksandrii zawiera ten sam tytuł. Od tego czasu to określenie Maryi zyskało popularność w Kościele i wielu Ojców Kościoła i teologów (m.in. Efrem Syryjczyk, Atanazy, Bazyli, Grzegorz z Nyssy, Grzegorz z Nazjanzu, Święty Ambroży, Święty Augustyn, Proklos) stosowało tytuł Matka Boga.

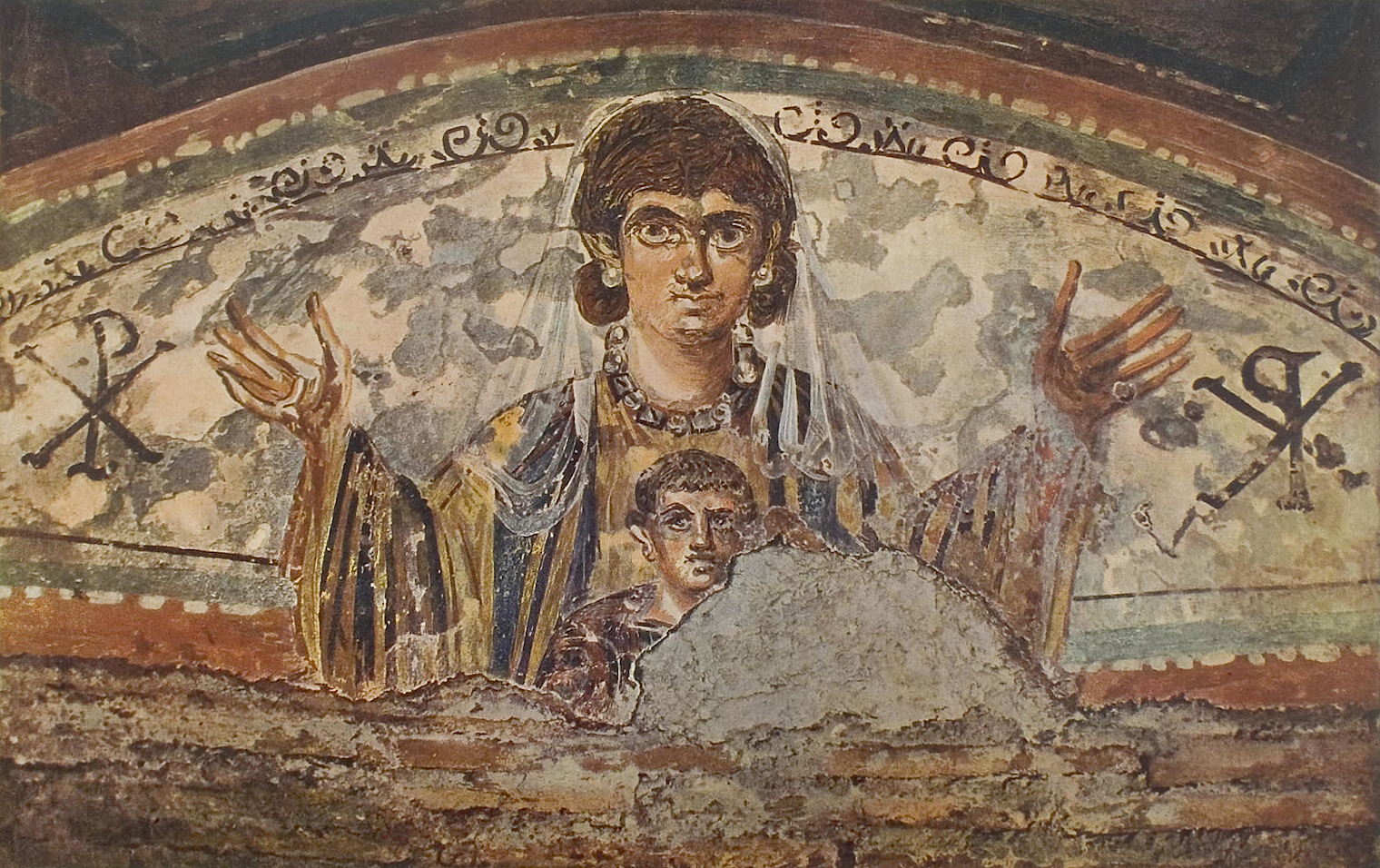
Jedno z wczesnych przedstawień Maryi z Dzieciątkiem (malowidło z rzymskich katakumb, IV w.)

Materialnymi dowodami wczesnego kultu maryjnego są także malowidła z II wieku w katakumbach św. Pryscylii w Rzymie. Jeden z trzech takich obrazów w katakumbach przedstawia Pannę z dzieckiem w ramionach i (prawdopodobnie) proroka Izajasza. Pozostałe dwa obrazy przedstawiają Zwiastowanie Pańskie i Zesłanie Ducha Świętego. W katakumbach św. Piotra i Marcelina malowidło z III lub IV w. przedstawia Maryję w otoczeniu świętych Piotra i Pawła.

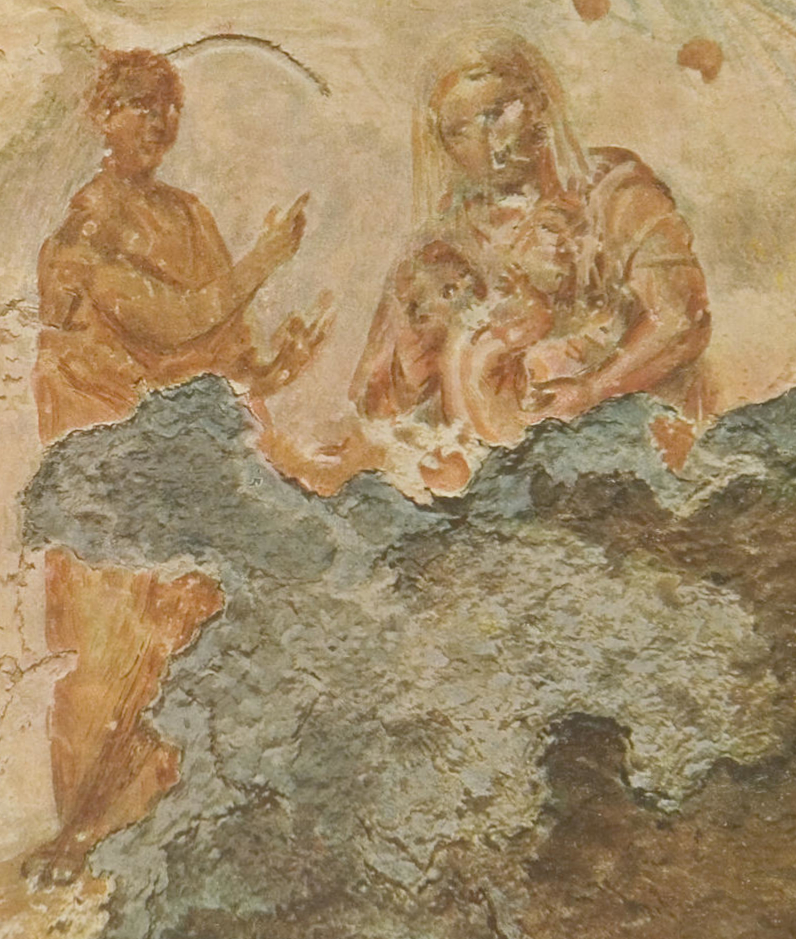
Najstarsze zachowane wyobrażenie Maryi z Dzieciątkiem z katakumb św. Pryscylii (II w.)

Popularność kultu maryjnego budziła niekiedy zaniepokojenie, czy nie odciąga wyznawców od kultu, należnego jedynie Bogu. Wspominają o tym m.in.:
Epifaniusz z Salaminy żyjący w IV w. potępił przejawy nadmiernego kultu maryjnego jako herezję w swoim dziele Panarion. Opisał on w nim sektę, którą sam nazwał kolyrydianami:

„1Pewne kobiety w Arabii wprowadziły to absurdalne nauczanie z Tracji: składają one ofiarę z okrągłych chlebów w imieniu wiecznej dziewicy Marii i wszystkie spożywają z tego chleba". (Panarion 78:13)

Tracja sąsiadowała z Frygią, krainą w której znajdował się Efez. Tak więc dzieło Epifaniusza również wskazuje na rejony Morza Egejskiego i miast starożytnej Grecji jako kolebkę kultu maryjnego. W IV wieku teologowie katoliccy potępili oddawanie czci boskiej Marii, chociaż uznawali ją za wieczną dziewicę. Epifaniusz pisał dalej:

„2Niektórzy myślą i mówią o Marii pogardliwie; inni jednak, skłaniając się ku przeciwnej stronie, wychwalają ją ponad to, co przystoi. […] Pod pretekstem, iż jest to słuszne, diabeł skrycie wchodzi do umysłów ludzi i ubóstwia śmiertelną naturę; on kształtuje posągi, które mają ludzkie podobieństwo po to, aby ludzie mogli czcić zmarłych i wprowadzać obrazy dla uwielbienia, popełniając cudzołóstwo z umysłem przeciwko jednemu i jedynemu Bogu. Tak, z pewnością, ciało Marii było święte, lecz ona nie była Bogiem. Tak, istotnie, Dziewica była dziewicą, i czcigodną , ale nie została nam dana po to, by ją uwielbiać. Ona uwielbiała tego, którego urodziła ze swego ciała; tego, który jest z nieba i z łona Ojca. I dla tej przyczyny Ewangelia zapewnia nas w tym, sam Pan oświadcza, że: „O kobieto, co ty masz do mnie? Moja godzina jeszcze nie nadeszła” [Jana 2:4]. 3I tak, aby nikt nie wywnioskował ze słów „O kobieto, co ty masz do mnie”, że święta Dziewica jest ważniejsza, nazywa ją „kobietą”. […] 4Słowo, którym jest Bóg, przybrało ciało z Marii, jednak nie po to, aby Dziewica mogła być adorowana , ani też, by on mógł uczynić ją Bogiem. Niechaj Maria będzie poważana, lecz niech Ojciec i Syn i Duch Święty będą czczeni; niech nikt nie czci Marii. […] 5Niech te rzeczy zostaną wymazane, które zostały błędnie zapisane w sercach tych, którzy zostali zwiedzeni. Niech pożądanie posążków będzie wytępione z ich oczu. Niech stworzenie znów powróci do Mistrza. Niech Ewa i Adam powrócą do oddawania czci samemu Bogu. Niech nikt nie będzie prowadzony głosem węża. […] 6Chociaż Maria jest święta i ma być poważana, jednakże nie jest przeznaczona by ją czcić".(fragmenty z Panarion 79 - 3.2:4 oraz 3.2:7)

„7"Kult musi ustać. Albowiem Maria nie jest boginią ani też nie otrzymała swojego ciała z nieba."(Panarion 78:24)

Epifaniusz uważał charakter takich praktyk za demoniczny i wskazywał, że w istocie niczym nie różnił się on od kultu Królowej Niebios opisanego przez proroka Jeremiasza (roz. 7 i 44).
O jednej z sekt czcicieli Marii wspominał także Leontius Byzantinus - nazywając ich Filomarianitami (Wielbicielami Marii) – oraz Jan z Damaszku, którzy, podobnie jak Epifaniusz, potępili taką formę kultu maryjnego.

Powyższe stwierdzenia są często uznawane za sprzeczne z mariologią późniejszego katolicyzmu. W ujęciu katolickim tak jednak nie jest, co wyjaśnia nauka Kościoła: 

„1"W całej wielkiej tajemnicy Maryi, jedna rzecz pozostaje najbardziej oczywista: że ona sama jest niczym i że Bóg dla naszego dobra zechciał okazać swoją chwałę i miłość w niej.2 "Chwała Maryi jest tylko i wyłącznie chwałą Bożą w niej, a ona, (można powiedzieć, jak każdy inny) nie ma nic, czego nie otrzymała od Niego przez Chrystusa. (Encyklopedia katolicka)

„3"Fakt, że Bóg zabrał Maryję do nieba to nie jest uwielbienie "Bogini Matki". Wręcz przeciwnie, jest to wyraz miłości Boga do ludzkości i bardzo szczególny przejaw stosunku Boga do Jego stworzeń, chęć uczynienia zaszczytu istotom, które Bóg stworzył na swoje podobieństwo, a szczególnie Jego szacunek dla ciała, które było przeznaczone na świątynię Jego chwały. Jeśli Maryja jest uważana za wziętą do nieba, to dlatego, że również my pewnego dnia, dzięki łasce Boga, zamieszkamy tam, gdzie ona jest. Jeśli natura ludzka jest uwielbiona w niej, to dlatego, że Bóg pragnie być uwielbiony w nas też, a to z tego powodu, że Jego syn, mając ludzkie ciało, przyszedł na świat. (Encyklopedia katolicka)

## Kult maryjny we współczesnej teologii

### Katolicyzm
W teologii katolickiej kultem Maryi zajmuje się dział zwany Mariologią. Kult oddawany Maryi jest w katolicyzmie szczególną odmianą kultu świętych. Maria z Nazaretu jest uznawana za Matkę Boga w rozumieniu matki Jezusa Chrystusa (Theotokos), wierzy się, że z tego względu może szczególnie skutecznie służyć wiernym swoim wstawiennictwem (modlitwą błagalną do Boga w intencjach, w których prosi się ją o wsparcie).
Objawienia Maryjne są przez Kościół katolicki badane pod kątem zgodności z Ewangelią; akceptacja danego objawienia oznacza, że wierzący mogą przyjmować przekazywane w nich treści za prawdziwe, treści te nie wchodzą jednak w skład nauczania Kościoła katolickiego i nie muszą być przyjmowane.

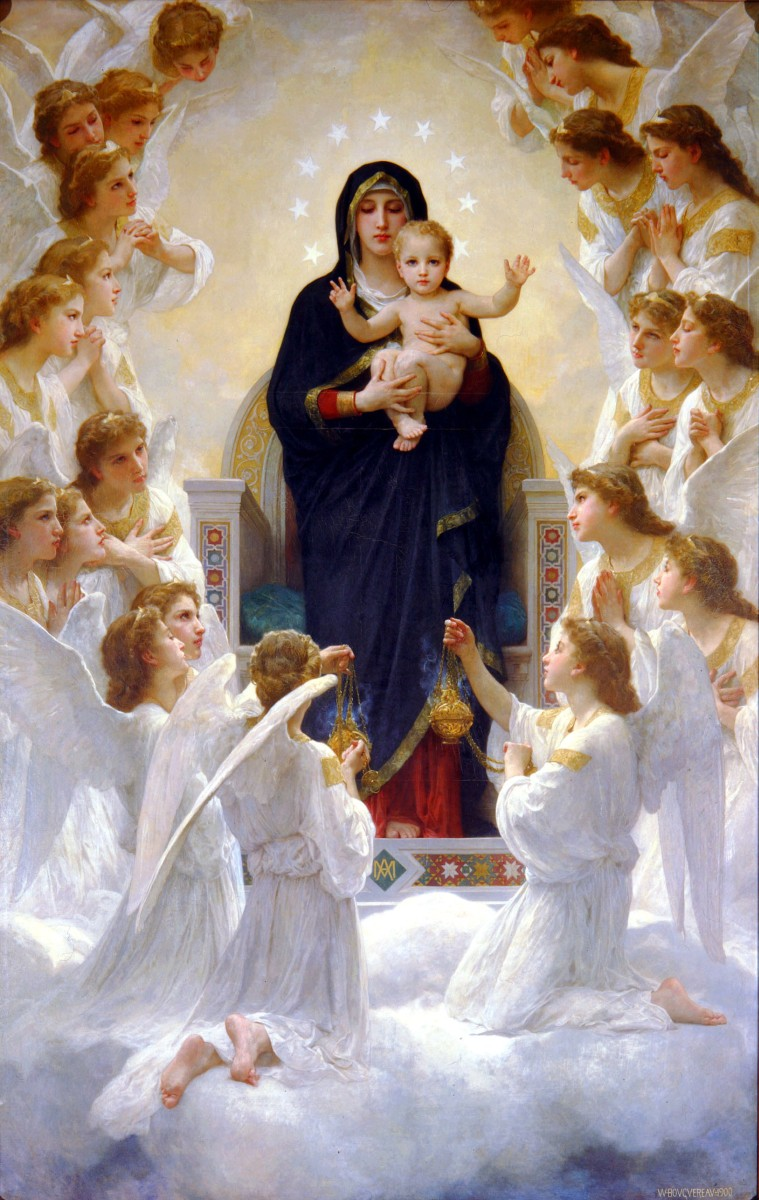
Dziewica Maryja z aniołami, obraz W.-A. Bouguereau z 1900

Teologia katolicka uznaje, że Maryja jest godna najwyższej czci, ponieważ:
- Maryja świadomie wyrażając swoją zgodę podczas Zwiastowania, stała się, zgodnie z zamiarem Boga, współtwórczynią dzieła zbawienia.
- Jest najbliżej Chrystusa ze wszystkich stworzeń, ponieważ od niej otrzymał ciało.
- Ma wyjątkową relację z Trójcą Świętą (Córka Boga Ojca, Oblubienica Ducha Świętego i Matka Syna).
- Jest całkowicie bezgrzeszną, najświętszą istotą jaka kiedykolwiek istniała.
- Jest „śmiertelnym wrogiem” diabła i potężną opiekunką przed złymi duchami.
- Jak wyraźnie wykazano w Biblii (np. na weselu w Kanie), jest ona potężną orędowniczką u swego Syna, Jezusa.
- Z woli Boga to ona rozdaje Boże łaski.
- Modlitwy będą bardziej skuteczne, jeśli są ofiarowane Bogu przez nią.
- Jest Królową nieba i ziemi, panującą u swego Syna Jezusa, ciałem i duszą w niebie.
- Oddając cześć Maryi, czcimy Boga.
- Prawdziwe oddanie Maryi jest najpewniejszym sposobem dotarcia do Chrystusa.
- Maryja nigdy nie oddala nikogo od Boga.
- Niezliczeni święci i papieże zalecali modlitwy do Maryi.
- Prawdziwa pobożność maryjna może być „znakiem przeznaczenia” człowieka Bogu (Pius XII Mediator Dei, 1947).
- Maryja jest Matką wszystkich ludzi, a kochając i szanując ją naśladujemy Jezusa[potrzebny przypis].
- Biblia wielokrotnie podkreśla wyjątkową rolę Maryi (np. „Oto bowiem błogosławić mnie będą odtąd wszystkie pokolenia” (Łk. 1:48, BT), archanioł Gabriel nazwał ją „pełną łaski” (Łk. 1:28, BT), św. Elżbieta nazwała ją „błogosławioną między niewiastami” i „matką mojego Pana” (Łk. 1:42-43, BT)[13].

Z powyższych względów katolicyzm uznaje Maryję za najważniejszą Orędowniczkę u Boga przez Chrystusa. Dlatego zaleca wiernym liczne maryjne praktyki religijne (niektóre z nich powstały jako skutek objawień maryjnych); do najważniejszych należą: różaniec, litanie maryjne (np. Litania loretańska) i inne modlitwy (np. Pozdrowienie Anielskie), pielgrzymki do sanktuariów maryjnych, noszenie maryjnych medalików i szkaplerzy, szczególne świętowanie dni (sobota) lub miesięcy (maj), poświęconych Maryi np. przez wypełnienie ślubowań lub dobrych uczynków, rozważania o radościach lub smutkach Maryi, poświęcenie np. Niepokalanemu Sercu Maryi, członkostwo w bractwach maryjnych, itp. Jednocześnie Kościół katolicki podkreśla, że kult maryjny musi być przede wszystkim kultem wewnętrznym, a nie powierzchownymi praktykami religijnymi. Osobom, poświęcającym się Maryi, zaleca unikanie grzechu i naśladowanie cnót Maryi takich jak niezachwiana wiara, ufność i posłuszeństwo woli Bożej.

### Prawosławie

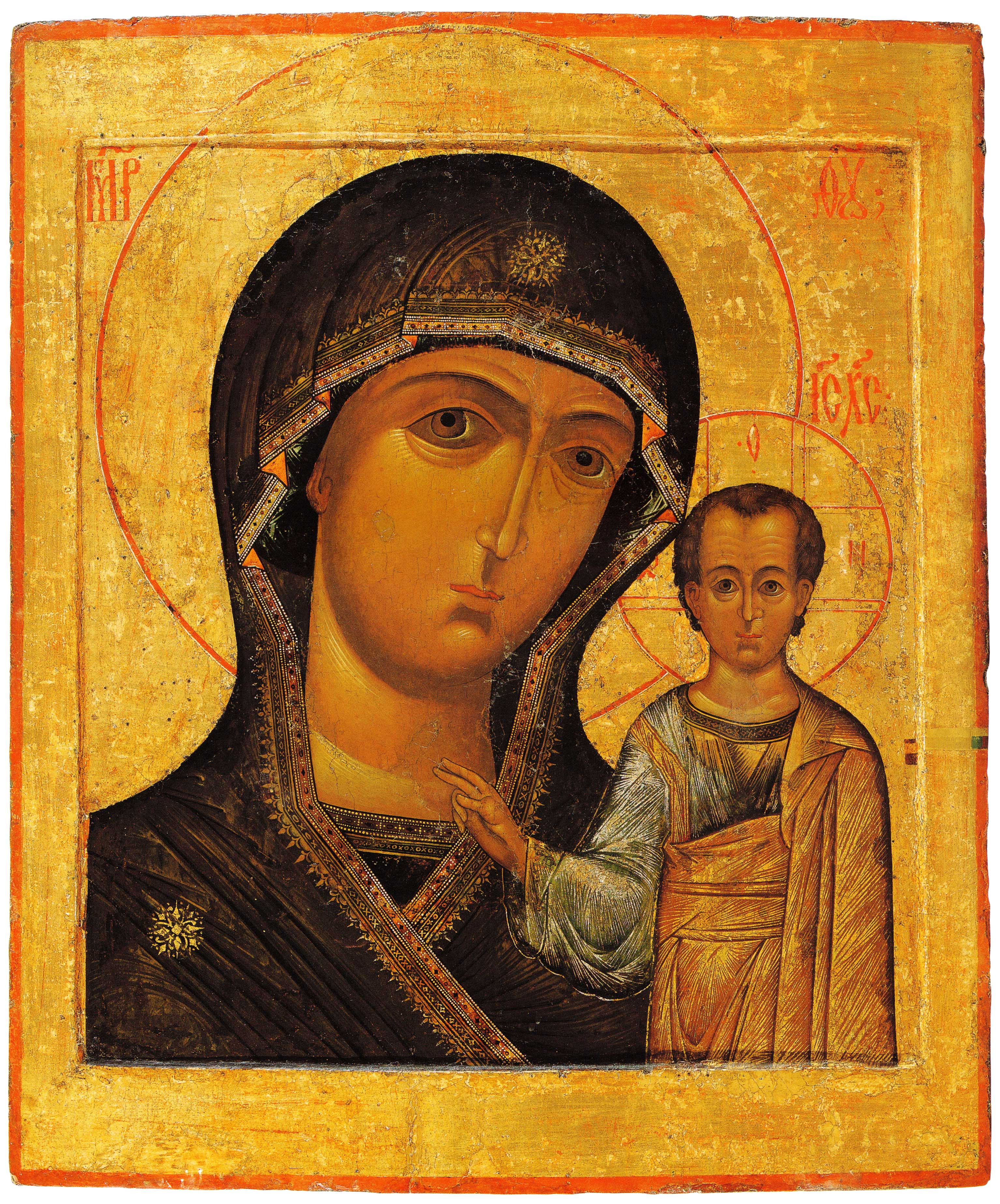
Kazańska Ikona Matki Bożej

W teologii prawosławnej kult maryjny zajmuje bardzo ważne miejsce. Maria Panna jest Theotokos-Bogurodzicą Matką Boga i Aeiparthenos – Zawsze Dziewicą, co potwierdzają Ojcowie Kościoła prawosławnego np. Atanazy Wielki, Grzegorz Teolog, Jan Złotousty, Bazyli Wielki, św. Efrem Syryjczyk. Jednak (w przeciwieństwie do katolicyzmu) rozwój mariologii prawosławnej został zatrzymany na postanowieniach Soboru w Efezie (431 r.) i odtąd nie jest przedmiotem dyskusji teologicznej.
Prawosławie podkreśla wielkość Matki Bożej i jej wyższość nie tylko nad wszystkimi świętymi, ale także nad najwyższymi aniołami w niebie. Maria Panna jest pierwsza po Bogu, jest Orędowniczką i Wspomożycielką. Zgodnie z Tradycją prawosławną po zaśnięciu Bogurodzicy, Chrystus przyjął jej duszę. Na podobieństwo Chrystusa po upływie trzech dni Maria Panna zmartwychwstała i została wzięta do nieba.
Pomimo że Matce Bożej należna jest wielka cześć i została wywyższona ponad wszelkie stworzenie, to jednak nie jest ona utożsamiana z Bóstwem. Prawosławie czci ją tylko jako kobietę, która cieleśnie urodziła Syna Bożego.
Prawosławie w swym kulcie liturgicznym zwraca się do Matki Bożej jako „nieskazitelnej”, „przenajświętszej”, „całkowicie bez skazy”, „radości wszelkiego stworzenia”, „kwiatu rodu ludzkiego i bramy niebios”, „żarliwej Wspomożycielki grzeszników”, „Ściany Niewzruszonej”, „radości wszystkich udręczonych”. Maria Panna jest uznawana za „dar dziękczynny, który ludzkość ofiarowała Bogu”. Szczególne miejsce w prawosławiu zajmuje ikona maryjna, jako „okno duchowości” lub „ewangelia pisana kolorami”.

### Protestantyzm
Kościoły protestanckie opierając się na zasadzie soli Deo gloria oddają cześć wyłącznie Trójjedynemu Bogu. Dlatego też w protestantyzmie nie istnieje kult świętych, w tym kult maryjny. Odrzuca się także modlitwy za pośrednictwem Marii w myśl zasady solus Christus głoszącej, iż jedynym orędownikiem jest Jezus Chrystus. Osoba Marii darzona jest jednak przez protestantów szczególnym szacunkiem jako Matka Chrystusa. Jej osoba stawiana jest za przykład do naśladowania dla każdego chrześcijanina w byciu posłusznym Bogu.

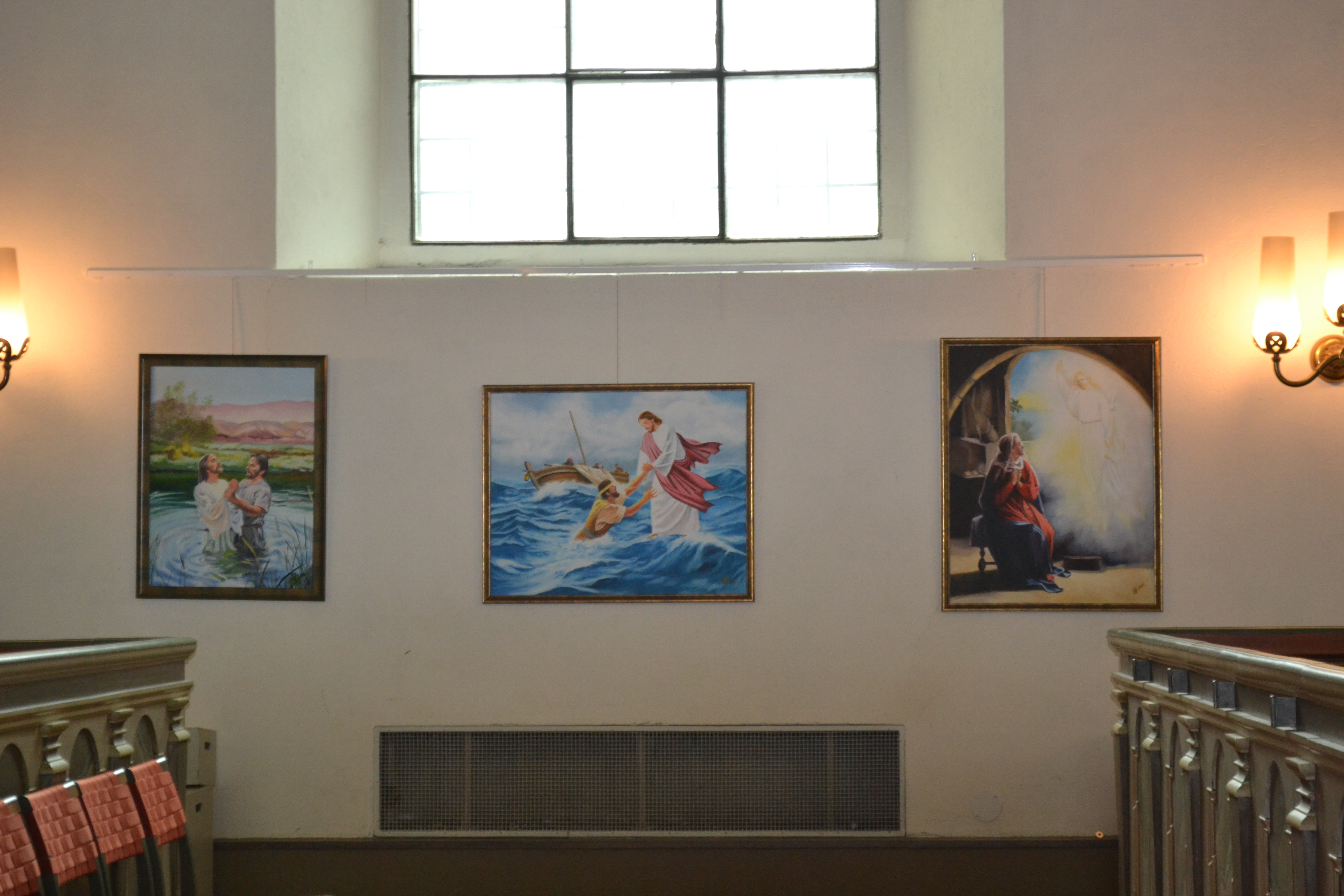
Obraz "Zwiastowanie" (po prawej) w luterańskim kościele św. Olafa w Norrköping (Szwecja)

#### Luteranizm
Chociaż Kościoły luterańskie nie posiadają jedynej, spójnej doktryny maryjnej, to w zasadniczym zarysie uznają, że Maria Panna, Matka Chrystusa należy do grona świętych. Luterańskie symbole wiary nazywają ją: „czystą, świętą Dziewicą”, „najgodniejszą najwyższej czci” (dignissima amplissimis honoribus) ze wszystkich kobiet na ziemi. Kościoły luterańskie uznają postanowienia III Soboru w Efezie z r. 431, że Maria Panna jest Matką Bożą, Bogurodzicą (Theotokos, Dei Genitrix), ponieważ urodziła wcielonego Boga. (Marcin Luter napisał: Wierzę, że Jezus Chrystus prawdziwy Bóg z Ojca w wieczności zrodzony, a zarazem prawdziwy Człowiek z Marii Panny narodzony jest moim Panem (Mały Katechizm). Jednak Artykuły Szmalkaldzkie (cz. II, 25-26) nauczają, że niepotrzebne jest wzywanie świętych, w tym Marii Panny, ponieważ jedynym Orędownikiem jest Jezus. W kościołach luterańskich znajdują się niekiedy obrazy lub rzeźby, przedstawiające Marię Pannę, jednak nie mają one żadnej roli kultowej. Mimo to, w luteranizmie istnieją nieliczne elementy kultu maryjnego.

#### Kalwinizm
Kalwinizm uważa Marię Pannę za godny szacunku wzór wiary, jednak odrzuca niektóre postanowienia soborów powszechnych jej dotyczące (chociaż akceptuje tytuły: „Matka Boga” i „Zawsze Dziewica”, to neguje niepokalane poczęcie i wniebowzięcie). Odrzuca też możliwość wstawiennictwa Marii Panny za grzeszników i, w przeciwieństwie do luteranizmu, nie uznaje żadnych form kultu maryjnego. Charakterystyczny dla kalwinizmu ikonoklazm spowodował usunięcie wszelkich wizerunków maryjnych z kościołów (domów modlitwy). Najważniejszy teolog kalwiński XX wieku Karl Barth przyznał jednak, że tytuł „Matka Boga” (tak jak duża część katolickiej mariologii) jest całkowicie uzasadniony i słuszny.

#### Metodyzm
Metodyści, chociaż ogólnie zgadzają się z protestanckimi koncepcjami maryjnymi, to jednak nie są w tym względzie jednomyślni. John Wesley (założyciel metodyzmu) uważał, że Maryja była zawsze czystą i niepokalaną dziewicą, potwierdzając doktrynę o wiecznym dziewictwie Maryi. Współczesny metodyzm powszechnie przyjmuje jego opinię. Ponadto niektóre Kościoły metodystyczne akceptują wniebowzięcie Maryi jako „pobożną opinię”. W niektórych kościołach metodystycznych pojawiły się pewne formy kultu maryjnego (np. modlitwy i rozważania przed obrazami maryjnymi).

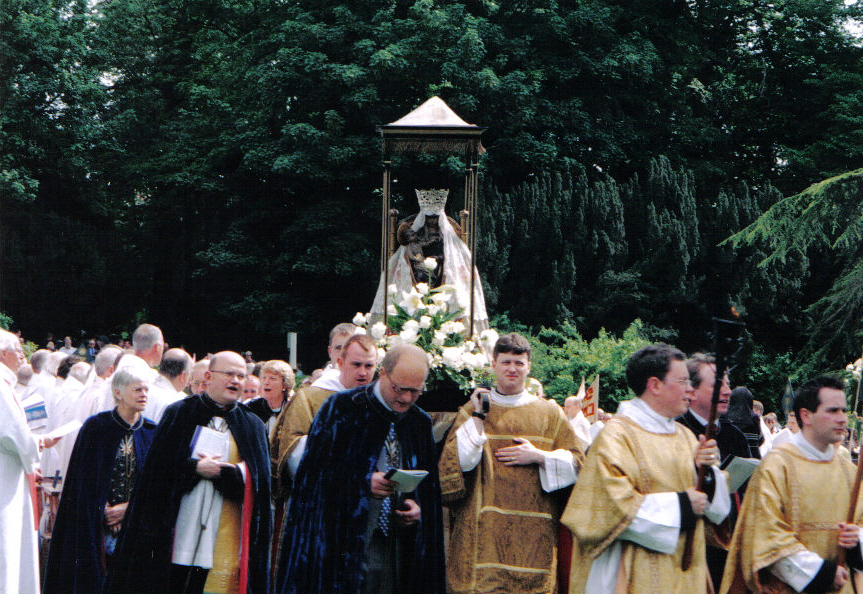
Anglikańska procesja ku czci Błogosławionej Dziewicy Maryi w Walsingham, 2003 r.

### Anglikanizm
We współczesnym anglikanizmie (od XX w.) nastąpiła wyraźna odnowa kultu maryjnego. Do anglikańskich modlitewników wprowadzono modlitwy do Marii Panny (szczególnie w kościołach episkopalnych). Dzień 15 sierpnia zaczął być powszechnie obchodzony jako główne święto na cześć Saint Mary the Virgin (Świętej Maryi Dziewicy). Kościół Wysoki (High Church) wprowadził katolickie formy kultu maryjnego, takie jak procesje, różaniec, Anioł Pański i Regina Coeli. W Walsingham istnieje anglikańskie sanktuarium maryjne (miejsce objawień maryjnych w XII w.). Jednocześnie ciągle nie uznawane jest wniebowzięcie i niepokalane poczęcie Maryi.

### Mariawityzm
Dwa odłamy mariawityzmu podkreślają wyjątkową rolę Maryi. Kościół Katolicki Mariawitów uważa Maryję za wcielenie Boga Ojca i za jedną z Osób Trójcy Świętej. Nie uznając kultu maryjnych obrazów, figur i relikwii, otacza je jednak szacunkiem. Kościół Starokatolicki Mariawitów sprawuje kult maryjny w formie zbliżonej do katolickiej. Jednak podkreśla wyjątkowe miejsce i rolę Maryi w dziele zbawienia, jej wybranie, dziewictwo i boskie macierzyństwo. Szczególną czcią darzona jest Matka Boska Nieustającej Pomocy (jej obrazy znajdują się w każdej świątyni mariawickiej).

### Starokatolicyzm
Kult maryjny Kościołów polskokatolickich nie odbiega zasadniczo od wiary i tradycji Kościoła katolickiego. Odrzucając dogmaty o niepokalanym poczęciu Maryi Panny i jej wniebowzięciu, ze względów tradycyjnych i kulturowych uznaje je jednak za elementy doktrynalne.

### Antytrynitaryzm
Świadkowie Jehowy uznają Marię za matkę Jezusa, a nie za „Matkę Boga”(ponieważ nie uznają dogmatu o Trójcy Świętej i nie uznają Jezusa za równego Jehowie Bogu). Marię uważają za jedną ze świętych, należącą więc do grona 144 000 wybranych do niebiańskich władz Królestwa Bożego. Odrzucają całkowicie wszelkie formy kultu maryjnego jako niebiblijne. Podobne stanowisko zajmują chrystadelfianie, mormoni  i unitarianie.

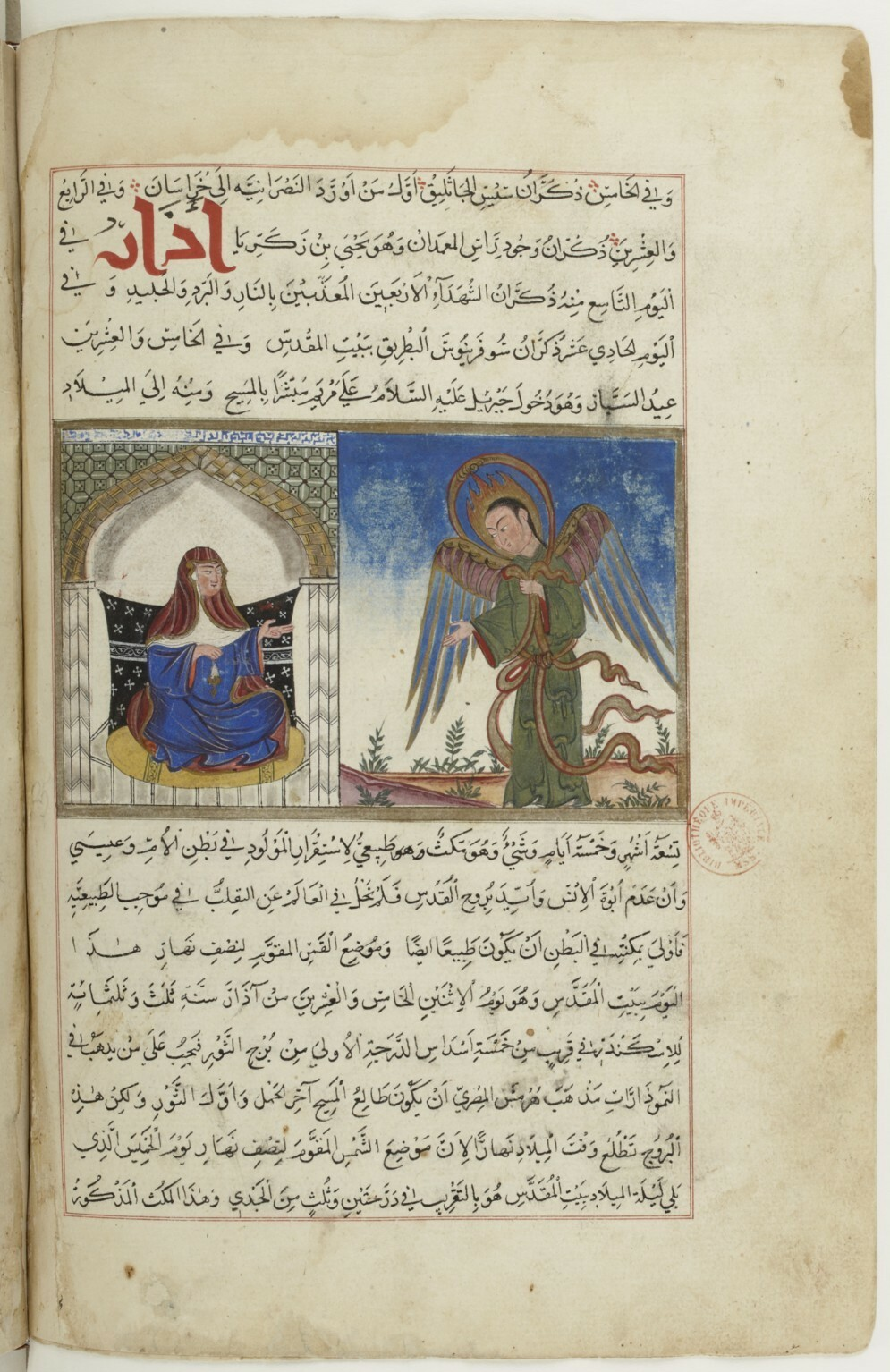
Islamski manuskrypt ze sceną Zwiastowania

### Islam
Obok Fatimy, córki Mahometa, Asiji, żony faraona oraz Chadidży, pierwszej żony Mahometa, Maria z Nazaretu jest jedną z najbardziej szanowanych kobiet w islamie. Maryja jest ucieleśnieniem ideału kobiety muzułmańskiej – posłuszna Bogu, oddana i gotowa Mu wszystko poświęcić, prowadząca pobożne i sprawiedliwe życie, nie pozbawione milczenia, modlitwy i postu.

### Bahaizm
Bahaizm czci Maryję jako Matkę Jezusa. Podstawowe dzieło teologiczne tej religii Kitáb-i-Íqán (Księga Pewności), opisuje Maryję jako „najpiękniejsze Oblicze” oraz „zasłonięte i nieśmiertelne Oblicze”. Głosi, że Maryja jako Dziewica poczęła Jezusa, Syna Bożego, za sprawą Ducha Świętego.

### Kaodaizm
Kaodaizm, pochodząca z Wietnamu religia synkretyczna, otacza Dziewicę Maryję (jest to jedno z ośmiu imion Bogini Matki) wielką czcią i uznaje za żeński aspekt Boga Ojca oraz Matkę Rodzaju Ludzkiego.

## Przejawy kultu

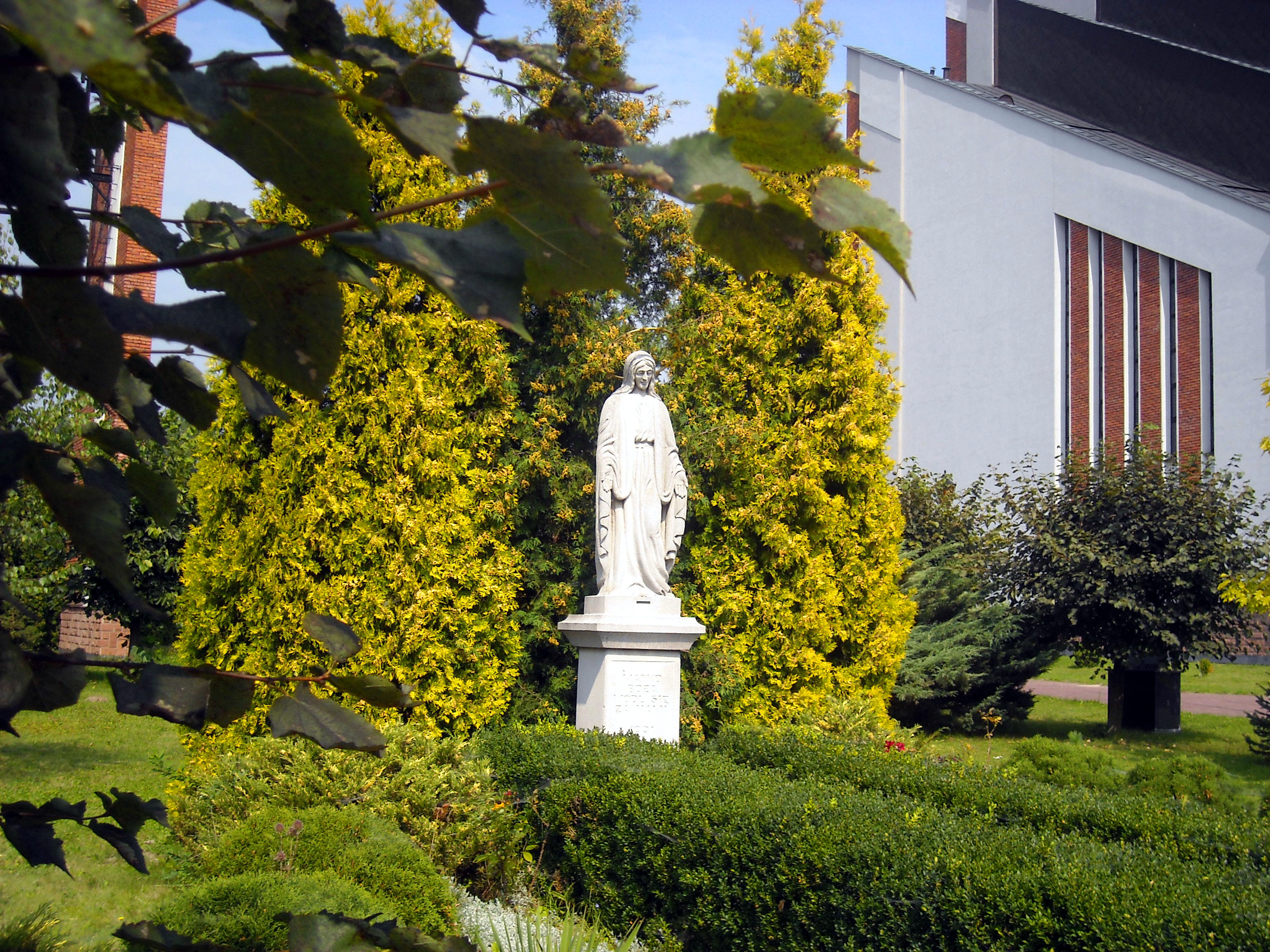
Posąg Maryi przy rzymskokatolickim kościele pw. Miłosierdzia Bożego w Lublinie (Wrotków)

Do elementów kultu maryjnego należą:
- nadawanie licznych tytułów, np. Najświętsza Maryja Panna, Matka Boska, Królowa Nieba, NMP Królowa Polski itp.
- poddawanie całego narodu jej opiece
- odmawianie modlitw za wstawiennictwem lub pośrednictwem Maryi (najbardziej popularne: różaniec, Litanię Loretańską do Najświętszej Maryi Panny i Nowennę do Matki Bożej Nieustającej Pomocy)
- hymny i pieśni pochwalne
- odprawianie nabożeństw ku czci Matki Boskiej
- obchodzenie świąt maryjnych (zob. święta maryjne w Polsce)
- ofiarowywanie kwiatów lub zniczy przed wyobrażeniami Marii, również kult jej ikon
- ceremonialne obnoszenie obrazów oraz posągów przedstawiających Marię (są to procesje: gdy wizerunek tego samego dnia wraca na swoje pierwotne miejsce oraz peregrynacje: gdy wizerunek przekazywany jest z parafii do parafii lub z diecezji do diecezji
- pielgrzymowanie do sanktuariów maryjnych
- przestrzeganie nakazów pochodzących z objawień maryjnych (szczególnie – praktyki modlitewne)
- kult Niepokalanego Serca Najświętszej Maryi Panny
- przypisywanie Marii dokonywania uzdrowień

## Sanktuaria
Z kultem maryjnym są ściśle związane sanktuaria maryjne – miejsca, gdzie oddaje się szczególną cześć Maryi. W miejscu takim zazwyczaj buduje się świątynie, w których umieszcza się otaczany szczególną czcią obraz lub figurę Matki Boskiej.

### Polska

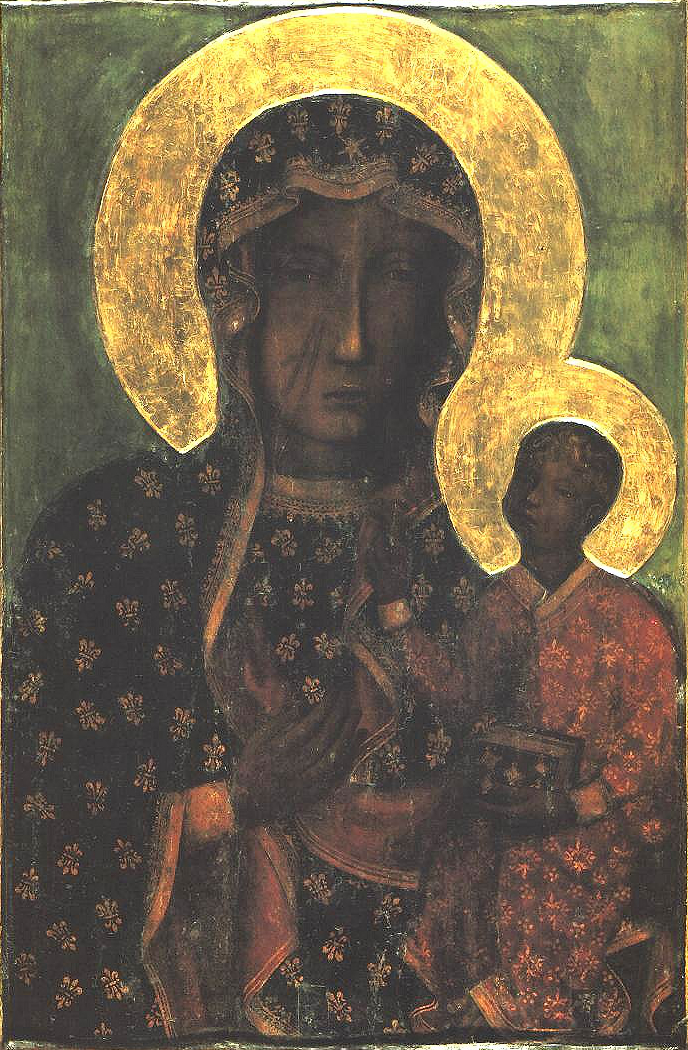
Obraz Matki Bożej Częstochowskiej, XII-XIII w.

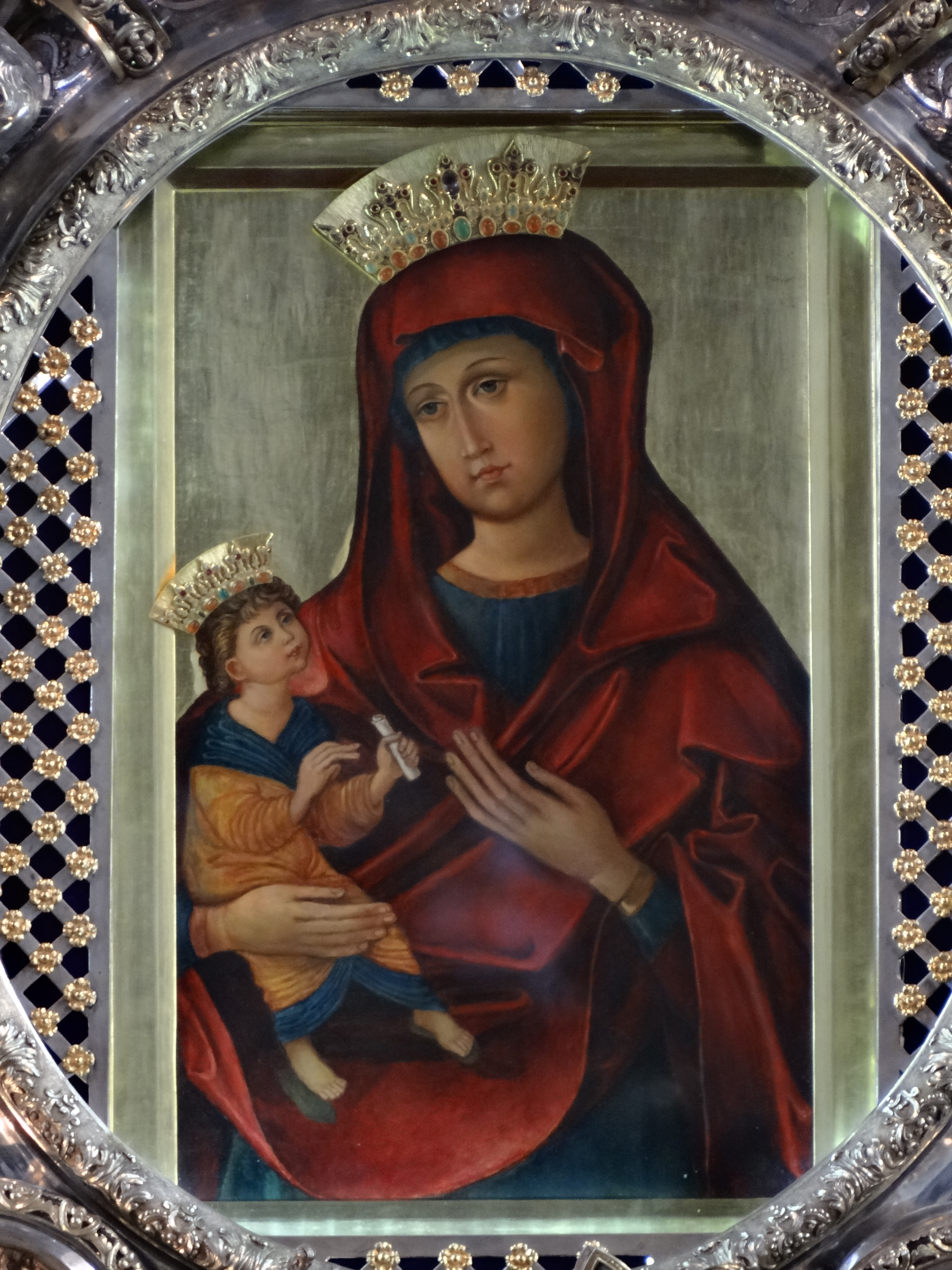
Ikona Matki Bożej Łaskawej w Krzeszowie

W Polsce kult maryjny był silnie rozwinięty już w średniowieczu, co przez niektórych wiązane jest z pierwotnym u Słowian kultem Mokoszy, znacznie ułatwiającym adaptację kultu Maryi. W 1384 roku do Częstochowy z Rusi książę Władysław Opolczyk sprowadził uznawany za cudowny obraz Matki Bożej Częstochowskiej, dzięki czemu Jasna Góra stała się celem pielgrzymek. Jan Paweł II podczas wszystkich pielgrzymek do Polski (z wyjątkiem 1995 roku) składał wizyty na Jasnej Górze. Uczynił to także 25 maja 2006 roku podczas pierwszej pielgrzymki do Polski papież Benedykt XVI.
Według ustnej tradycji Górka Klasztorna k. Łobżenicy w woj. wielkopolskim to najstarsze w Polsce Sanktuarium Maryjne, w którym Matka Boska objawiła się pasterzowi w roku 1079. Dzisiaj miejsce to jest znane z uznawanego za cudowny obrazu Matki Bożej Góreckiej oraz studzienki, w której woda z chwilą ukazania się Maryi nabrała ponoć cudownych właściwości.
W 1234 roku na Podhalu założono Ludźmierz, który dzisiaj jest najstarszą podhalańską parafią. Na początku XV wieku zbudowano tam figurę Madonny z Dzieciątkiem, a ufundował ją węgierski kupiec w podziękowaniu za uratowanie mu życia od utonięcia w bagnie. Koronacji dokonał kardynał Stefan Wyszyński, prymas Polski. Dzisiaj corocznie przybywa do Ludźmierza 50 tysięcy pielgrzymów. Ludźmierz odwiedził w 1997 roku Jan Paweł II.
Z XIII w. pochodzi najstarszy zachowany wizerunek Matki Boskiej na ziemiach Polski, i jeden z pięciu najstarszych w Europie w Bazylice Mniejszej pw. Wniebowzięcia NMP w Krzeszowie na Dolnym Śląsku.
Kolejnym polskim sanktuarium jest Kalwaria Zebrzydowska. Do Kalwarii Zebrzydowskiej ludzie pielgrzymują już od XVII w. Nawet w czasach zaborów kult maryjny nie zniknął; został tylko pozbawiony głównych części obrzędów. Po 1946 roku obrzęd ponownie się rozszerzył. Również Jan Paweł II odwiedził Kalwarię Zebrzydowską – miało to miejsce w 1979 roku.
Innym polskim sanktuarium maryjnym są Staniątki pod Krakowem. Posiada ono obraz Matki Boskiej Płaczącej, który odtwarza wizerunek Matki Boskiej Bolesnej z Krakowa. Sanktuarium staniąteckie odwiedziło wielu polskich królów, w Staniątkach, jak mówi jego żywot, przebywał nawet święty Wojciech.
Największym polskim kościołem, zaliczającym się również do największych w Europie (7 miejsce) i na świecie (11), jest Bazylika w Licheniu Starym – Sanktuarium Matki Bożej Bolesnej Królowej Polski. Wybudowano ją na przełomie XX i XXI wieku, a samo sanktuarium ma swoje początki w objawieniach, jakie miały ponoć miejsce w Licheniu i okolicach w wieku XIX.
Kolejnym miejscem kultu jest Gietrzwałd, gdzie matka Boża objawiała się ponad 100 razy dwóm dziewczynkom Justynie Szafryńskiej i Barbarze Samulowskiej (obecnie błogosławiona) w roku 1877. Maryja objawiała się na przykościelnym klonie mówiąc do dzieci w zakazanym podczas Kulturkampf Bismarcka języku polskim. Wieść o objawieniach szybko się rozniosła, do Gietrzwałdu przybywały tysiące pielgrzymów na oczach których podczas modlitwy różańcowej szarytki: Justyna Szafryńska i Barbara Samulowska doznawały cudownego zachwytu widząc objawiającą się im Maryję. Matka Boża prosiła ludzkość o codzienne odmawianie różańca. Na prośbę proboszcza Weichsela Maryja ukazała się nad źródłem niedaleko kościoła i pobłogosławiła je, od tej pory źródło ma uzdrawiające właściwości.
Sanktuarium Matki Bożej Brzemiennej w Gdańsku-Matemblewie znajduje się w Gdańsku-Matemblewie. Zgodnie z tradycją sanktuarium odwiedzają kobiety brzemienne oraz małżeństwa niemogące doczekać się potomstwa.
Sanktuarium Matki Bożej Brzemiennej w Wąbrzeźnie to sanktuarium w Wąbrzeźnie w województwie kujawsko-pomorskim znajdujące się przy parafii pw. świętych Apostołów Szymona i Judy Tadeusza w dekanacie Wąbrzeźno.

### Świat
- Fátima. To miejsce jest znane od 1917 roku. Miejscowa ludność twierdzi, że w dniach 13 maja – 13 października objawiała się im Maryja; natomiast 19 sierpnia trójka dzieci: Łucja, Hiacynta i Franciszek doniosły o objawieniach. Łucja twierdziła, że Maria objawiła jej trzy tajemnice fatimskie.
- Lourdes. Tam w 1858 roku Maryja miała objawić się osiemnaście razy Bernadetcie Soubirous. Dzisiaj uważa się, że nastąpiło tam ponad 5 tysięcy uzdrowień (w tym 65 cudownych). Rocznie Lourdes odwiedza 100 tys. pielgrzymów, którzy zawsze zabierają wodę z cudownego źródła. W całej Polsce są parafie pod wezwaniem Matki Boskiej z Lourdes.
- Wilno (Ostra Brama). To słynne sanktuarium znajduje się w Wilnie. Matka Boska jest na obrazie przedstawiana bez Dzieciątka, ma półprzymknięte oczy, ręce złożone na piersiach. 2 lipca 1927 roku obraz został ukoronowany koronami papieskimi. W literaturze polskiej często pojawiają się wzmianki o Madonnie Ostrobramskiej. Pisali o niej m.in.: Adam Mickiewicz (Inwokacja do Pana Tadeusza), Juliusz Słowacki, Józef Ignacy Kraszewski, Władysław Syrokomla oraz ksiądz Jan Twardowski. Dzisiaj sanktuaria pod wezwaniem Matki Boskiej Ostrobramskiej znajdują się m.in. w Białymstoku oraz w Skarżysku-Kamiennej.
- Guadalupe. Jest to najliczniej odwiedzane sanktuarium na świecie, znajdujące się w Meksyku. Co roku przyjeżdża tam 14–20 milionów pielgrzymów z całego świata. Maryja objawiła się ponoć w Guadalupe trzy razy Indianinowi Juanowi Diego (w dniach 9, 11 i 12 grudnia). Sanktuarium ma również swój obraz, który zaliczany jest przez kościół katolicki do kategorii obrazów nie ręką ludzką malowany. Z rozkazu papieża Leona XIII został ukoronowany 12 października 1895 roku. W latach 1532–1538 za pośrednictwem objawień ochrzczono 8 milionów Indian. W Polsce znajdują się 33 kopie obrazu Matki Bożej z Guadalupe (m.in.: w Chojnach, Białymstoku, Zakopanem, Gdańsku i w Toruniu).
- Knock (Irlandia). W tej maleńkiej miejscowości w Irlandii Matka Boska objawiła się ponoć 20 osobom. Objawienia miały mieć miejsce wieczorem 21 sierpnia i trwały dwie godziny. Pierwsza pielgrzymka przybyła już w 1880 roku i dzisiaj do Knock przybywają pielgrzymi z Irlandii, Europy, Stanów Zjednoczonych i Australii. Znajduje się tam – od 1976 roku – świątynia, którą wierni okrążają i odmawiają w niej różaniec. W Knock byli także obecni papieże: Pius XII (który ukoronował ją w 1954 roku), Jan XXIII (który ofiarował jej świecę) i Jan Paweł II, który jej podarował złotą różę.
- La Salette. Matka Boża miała ukazać się jeden raz dnia 19 września 1846 roku dwojgu pastuszkom: 15-letniej Melanii Calvat i 11-letniemu Maksyminowi Giraudowi na górze w La Salette, w Alpach Wysokich, we Francji.
- Altötting. W kościółku pw. Matki Bożej Łaskawej w centralnym miejscu bawarskiego miasteczka Altötting, u podnóża Alp, króluje XIV-wieczna figurka Najświętszej Maryi Panny z Dzieciątkiem zwana Czarną Madonną. Ubrana w bogate szaty figurka z lipowego drewna mierzy nieco ponad 65 cm. Sanktuarium odwiedza rokrocznie ponad milion pielgrzymów. Benedykt XVI, kilka dni po konklawe mówił: Altötting jest sercem Bawarii i jednocześnie jednym z serc Europy.
- Montserrat. Pochodzenie słynącej łaskami XII-wiecznej romańskiej rzeźby o pewnych wpływach bizantyjskich nie jest znane. Matka Boża przedstawiona jest na figurze w pozycji siedzącej, na tronie, z Dzieciątkiem na kolanach, w prawej ręce trzyma jabłko (berło) – symbol miłości ogarniającej cały świat. Jezus prawą dłonią błogosławi, a w lewej trzyma sosnową szyszkę – symbol życia wiecznego. Santa Imagen (Czarna Madonna) a przez Katalończyków zwana La Moroneta (Czarnulka) czczona jest na zboczu Montserrat w benedyktyńskim klasztorze w Pirenejach. W 1881 r. papież Leon XIII ogłosił Madonnę z Montserrat patronką Katalonii i ukoronował ją. Czarną Madonnę zasiadającą na złotym tronie rocznie odwiedza 2–2,5 mln pielgrzymów. Kult jest tak silny, że Katalończycy nadają na jej cześć swoim córkom imię Montserrat.
- Kibeho. W latach 1981–1989 w rwandyjskiej wsi Matka Boża kilkakrotnie ukazała się trzem uczennicom ubolewając nad stanem wiary ludzi, zepsuciem polityków i szerzącym się na świecie bezprawiem. Mówiła o konieczności pokuty i nawrócenia. Przepowiedziała ludobójstwo, które dotknęła Rwandę. 29 czerwca 2001 r. objawienia Matki Bożej Bolesnej zostały uznane za autentyczne.